# ندای وظیفه وقف
ندای وظیفه: وقف یک بنیاد غیرانتفاعی ۵۰۱(سی)(۳) است که توسط بابی کوتیک ، مدیر عامل سابق اکتیویژن بلیزارد و ژنرال جیمز ال جونز ، جونیور، تفنگدار بازنشسته ایالات متحده ایجاد شده است. ژنرال چهار ستاره سپاه ، برای کمک به کهنه سربازان ارتش ایالات متحده و بعداً بریتانیا در یافتن مشاغل با کیفیت بالا. بنیاد موقوفه سربازان به سازمان‌های غیرانتفاعی کمک مالی می‌کند که به اعضای سابق سازمان کمک می‌کنند تا پس از خدمت سربازی خود به مشاغل غیرنظامی با کیفیت بالا منتقل شوند و آگاهی از ارزش‌هایی را که جانبازان به محل کار می‌آورند افزایش می‌دهد. نام وقف (C.O.D.E) جزء مجموعه  و فرانچیز بازی های ویدیویی ندای وظیفه است.
شریک های اصلی که امروزه بودجه C.O.D.E یافت می کنند عبارتند از AMVETS (از سال ۲۰۱۱)، vet jobs (شغل‌های سرباز) (از سال ۲۰۱۳)،  Hire Heroes USA (قهرمانان مستخدم ایالات متحده آمریکا) (از سال ۲۰۱۰)، JVS SoCal (از سال ۲۰۱۴)، Operation: Job Ready Veterans (از سال ۲۰۱۴)، The Forces Employment Charity (از سال ۲۰۱۷)، Still Serving Veterans (از سال ۲۰۱۱)، US VETS (سربازان ایالات متحده) (از سال ۲۰۱۳)، Veterans Inc. (از سال ۲۰۱۳)، و Walking With The Wounded (از سال ۲۰۱۷).

## لینک خارجی
- وبگاه رسمی